# Abbazia di Moyenmoutier
L'abbazia di Moyenmoutier o Abbazia di Sant'Idulfo è una chiesa cattolica di Moyenmoutier, nel dipartimento dei Vosgi, dedicata al suo fondatore sant'Idulfo di Moyenmoutier. Fu ricostruita in stile classicistico nel XVIII secolo.